# Familia de Astrea (astronomía)
La familia de Astrea es una familia de asteroides, del cinturón de asteroides caracterizada por parámetros orbitales similares, debe su nombre al objeto que los lidera el asteroide (5) Astraea.

## Historia
En el año 1917, el astrónomo japonés Kiyotsugu Hirayama se dedicó al estudio del movimiento de los asteroides y, comparándolos a través de tres parámetros orbitales (media movimiento, inclinación y excentricidad), identificando cinco grupos, denominados en lo sucesivo como familia de asteroides o familia Hirayama.
En el año 1951, Dirk Brouwer asignó algunos asteroides, incluyendo (970) Primula (de 9204 km de diámetro)), a la familia Astrea (que denominó como Grupo 23), cuyo nombre proviene del primer asteroide descubierto del grupo. En el año 1978, Andrea Carusi y Enrico Massaro llevaron a cabo un estudio estadístico sobre parámetros orbitales de 2764 asteroides conocidos, identificaron 36 objetos que podrían ser atribuidos a una familia de asteroides que tienen a Astrea como referencia. Entre ellos, varios asteroides grandes como (53) Kalypso (de 90893 km de diámetro), (269) Justitia (de 50728 km), (419) Aurelia (de 148701 km) y (662) Newtonia (de 22127 km).
En la década de 1990, Vincenzo Zappalà, Philippe Bendjoya y otros colaboradores realizaron un trabajo considerable al agrupar las familias de asteroides, introduciendo criterios objetivos y fiables. Durante su estudio, sin embargo, no consiguieron reagrupar asteroides que podrían atribuirse a la familia de Astrea, pero, en el año 2013 pudieron ser identificados tras analizar los datos obtenidos en la misión NEOWISE y confirmado en el año 2014. Joseph R. Masiero y sus colaboradores, de hecho, no los catalogaron como pertenecientes a la familia de Astrea en ninguno de sus trabajos anteriores. Entre los miembros identificados con número asignados se encuentran (5897) Novotna (de 5.419 km de diámetro) y (6699) Igaueno (de 5.944 km) y otros seis asteroides solamente (que sólo fueron mencionados en el documento) de diámetro estimado superior a 5 km.
Debido a que la familia tuvo como origen una colisión, sus miembros son fragmentos lanzados al espacio por uno o más impactos que han afectado a la superficie del asteroide Astrea, se cree que los objetos de un diámetro mayor de 8 km -salvo el mismo Astrea- deberían considerarse espuria. aceptando este criterio, deberían abandonar la familia (1044) Teutonia (de 17.511 km) y (4700) Carusi (7.754 ± 0.228 kilómetros), debido a los parámetros orbitales, hacen que formen parte de la familia. En el año 2014, la familia Astrea está formada por 2120 asteroides conocidos, el 77% de los cuales posee un diámetro menor de 2 km.

## Familia
Los miembros pertenecientes a la familia tienen sus parámetros orbitales dentro del siguiente rango:
|     | ap       | ep    | ip    |
| --- | -------- | ----- | ----- |
| min | 2,552 AU | 0,146 | 3,09° |
| max | 2,610 AU | 0,236 | 5,45° |

Se estima que la familia se formó hace aproximadamente un poco más de 300 millones de años.
Estos asteroides suelen estar asignados al tipo espectral S de la clasificación SMASSII y poseen un albedo que oscila entre 0,10 y 0,50, con un valor medio cercano a 0,269 ± 0,076. A modo de comparación, el albedo del asteroide Astrea es igual a 0,274 ± 0,033.

## Asteroides
| Nombre | Nombre    | diámetro medio | Semieje mayor | inclinación Orbital | excentricidad | Año de descubrimiento |
| ------ | --------- | -------------- | ------------- | ------------------- | ------------- | --------------------- |
| 5      | Astraea   | 113 km         | 2,5762 UA     | 4,5138°             | 0,1980        | 1845                  |
| 5897   | Novotná   | 5,42 km        | 2,5780 UA     | 4,2208°             | 0,1980        | 1984                  |
| 6699   | Igaueno   | 5,75 km        | 2,5801 UA     | 3,9795°             | 0,1880        | 1987                  |
| 8514   | 1991 PK15 | 5,93 km        | 2,5815 UA     | 4,6173°             | 0,2144        | 1991                  |
| 28404  | 1999 TQ5  | 6,15 km        | 2,5887 UA     | 4,4391°             | 0,1949        | 1999                  |
| 53195  | 1999 CL53 | 5,17 km        | 2,5765 UA     | 4,6633°             | 0,2049        | 1999                  |
| 53195  | 1999 CL53 | 5,17 km        | 2,5765 UA     | 4,6633°             | 0,2049        | 1999                  |